# تاتیانا اگورووا
تاتیانا اگورووا (انگلیسی: Tatiana Egorova; ۱۰ مارس ۱۹۷۰ – ۲۹ ژوئیهٔ ۲۰۱۲) بازیکن فوتبال اهل اتحاد جماهیر شوروی سوسیالیستی بود.
از باشگاه‌هایی که در آن بازی کرده‌است می‌توان به باشگاه فوتبال ۱.اف‌اف‌سی توربین پوتسدام اشاره کرد.
وی همچنین در تیم ملی فوتبال زنان روسیه بازی کرده‌است.